# Maart 2010
Dit artikel geeft een chronologisch overzicht van belangrijke gebeurtenissen per dag in de maand maart van het jaar 2010.

## Gebeurtenissen

### 1 maart
- Op luchthaven London Heathrow Airport wordt een voormalige leider van de Bosnische moslims gearresteerd op beschuldiging van oorlogsmisdaden. Dat gebeurt op verzoek van Servië. Het gaat om Ejup Ganic, die aan het begin van de oorlog in Bosnië in 1992 het brein zou zijn geweest achter een hinderlaag in Sarajevo.
- President Barack Obama verlengt op het laatste moment de Amerikaanse anti-terreurwet Patriot Act met een jaar.
- Een Spaanse rechter beschuldigt de Venezolaanse regering ervan dat ze Baskische seperatisten en Colombiaanse rebellen ondersteund heeft bij een plan om president Álvaro Uribe van Colombia te vermoorden.
- Pathé gaat toch de film Alice in Wonderland vertonen. Eerder nog boycotte de bioscoopketen de film van Walt Disney Pictures, omdat de dvd van de film te snel na de bioscooppremière in de winkel zou liggen.
- Het Zuiderzeeziekenhuis in Lelystad sluit drie afdelingen vanwege het norovirus. Het zijn de afdelingen longgeneeskunde, neurologie en interne geneeskunde.

### 2 maart
- De Nederlandse Spoorwegen beginnen een proef met zogeheten spuugkits. Die worden gebruikt om DNA-materiaal te verzamelen van reizigers die spoorwegpersoneel bespugen.
- Een Duitse wet die het mogelijk maakt om gegevens van telefoon- en e-mailverkeer te bewaren, wordt door de hoogste rechter in het land onwettig verklaard. Bijna 35.000 Duitsers hadden een zaak aangespannen tegen de Duitse overheid.
- Bij een aardverschuiving in het oosten van Oeganda komen ten minste 45 mensen om. Ongeveer driehonderd mensen worden vermist.
- Een bijzondere vondst in India bewijst dat prehistorische slangen jonge dinosauriërs aten. Amerikaanse en Indiase wetenschappers vinden een nest met dinosauruseieren dat werd aangevallen door zo'n reptiel.

### 3 maart
- Koningin Beatrix ontvangt de Olympische medaillewinnaars van de Winterspelen in Vancouver op Paleis Huis ten Bosch. Prins Willem Alexander is ook aanwezig en in informele sfeer worden er verhalen uitgewisseld.
- De Nederlandse gemeenteraadsverkiezingen worden - in raadszetels gerekend - gewonnen door D66, VVD, TON, GroenLinks, PVV, SGP en de lokale partijen als geheel. Verliezers zijn PvdA, CDA, SP en ChristenUnie. De opkomst is bijna vijf procentpunt lager dan bij de gemeenteraadsverkiezingen van 2006.
- Het bisdom Den Bosch staat na protesten vanuit de homobeweging alsnog toe dat praktiserend homoseksuelen aan de eucharistie mogen.

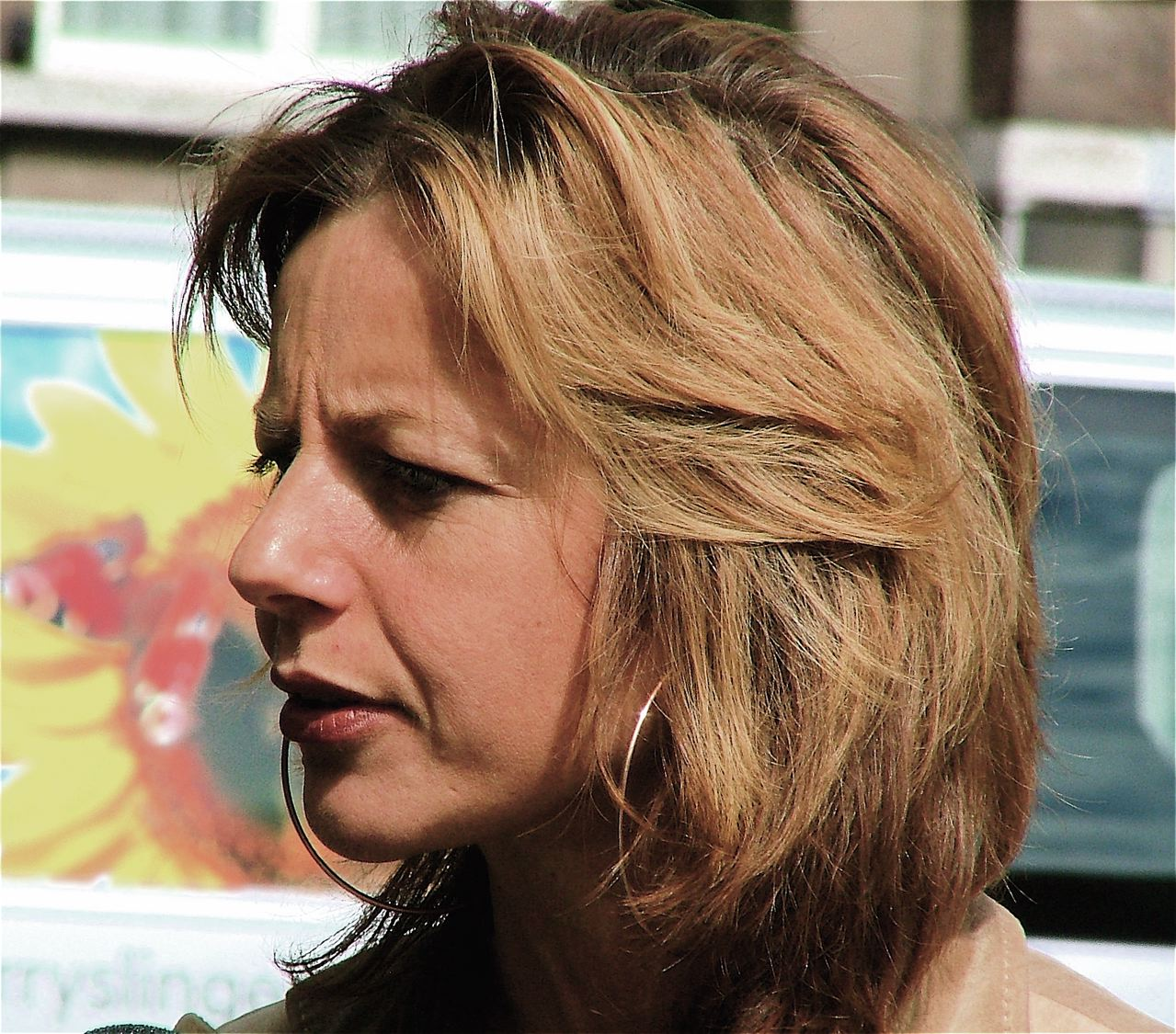
Agnes Kant

### 4 maart
- De Nederlandse politica Agnes Kant treedt af als politiek leider en als fractievoorzitter van de Tweede Kamerfractie van de Socialistische Partij vanwege de slechte resultaten van haar partij bij de gemeenteraadsverkiezingen.
- Lelystad maakt als laatste Nederlandse gemeente de uitslagen van de verkiezingen bekend. Eerder was besloten tot een hertelling, omdat het stemverloop niet goed was geregistreerd en het verschil tussen sommige partijen erg klein was.
- In België worden tijdens huiszoekingen bij Koerdische instellingen twintig mensen gearresteerd. Ze worden ervan verdacht dat ze nauwe banden onderhouden met de afscheidingsbeweging PKK, die in West-Europa jonge strijders zou ronselen.
- Schrijver Harry Mulisch heropent in Den Haag het vernieuwde Letterkundig Museum.

### 5 maart
- In Londen pakt de politie ongeveer vijftig actievoerders op die tegen PVV-leider Geert Wilders demonstreren. De groep anti-fascisten wordt weggehouden bij een pro-Wilders-demonstratie bij het Britse parlement.
- Bij een demonstratie in Athene vallen gemaskerde jongeren de politie aan en een vakbondsleider. De politie beantwoordt de aanvallen met traangas en charges.
- Een Nederlandse rechtbank neemt het advies over van het Europese Hof over de vergoeding voor vliegtuigpassagiers met grote vertraging. De rechter in Haarlem doet dat in een zaak die was aangespannen tegen Martinair.
- Nederland en Indonesië gaan nauwer samenwerken bij het terugdringen van de CO2-uitstoot in het Aziatische land, aldus minister Maria van der Hoeven van Economische Zaken.

### 6 maart
- VVD-leider Mark Rutte wordt door het hoofdbestuur van de liberale partij voorgedragen als lijsttrekker bij de Nederlandse parlementsverkiezingen van 9 juni.
- Op het Filipijnse eiland Mindoro worden in de aanloop naar de verkiezingen minstens elf soldaten gedood door rebellen van de communistische NPA.
- Ruim 93% van de IJslandse bevolking verwerpt in een referendum het akkoord over de terugbetaling van de Icesaveschuld.
- Aegon betaalt maximaal één miljoen euro schadevergoeding aan mensen die vóór het jaar 2000 seksueel misbruikt zijn door katholieke geestelijken. Als de schadebedragen hoger uitvallen, dan moet de kerk die zelf betalen.
- De Egyptische president Hosni Mubarak wordt in Duitsland aan zijn galblaas geopereerd. Hij heeft volgens Egyptische media last van een ernstige ontsteking.

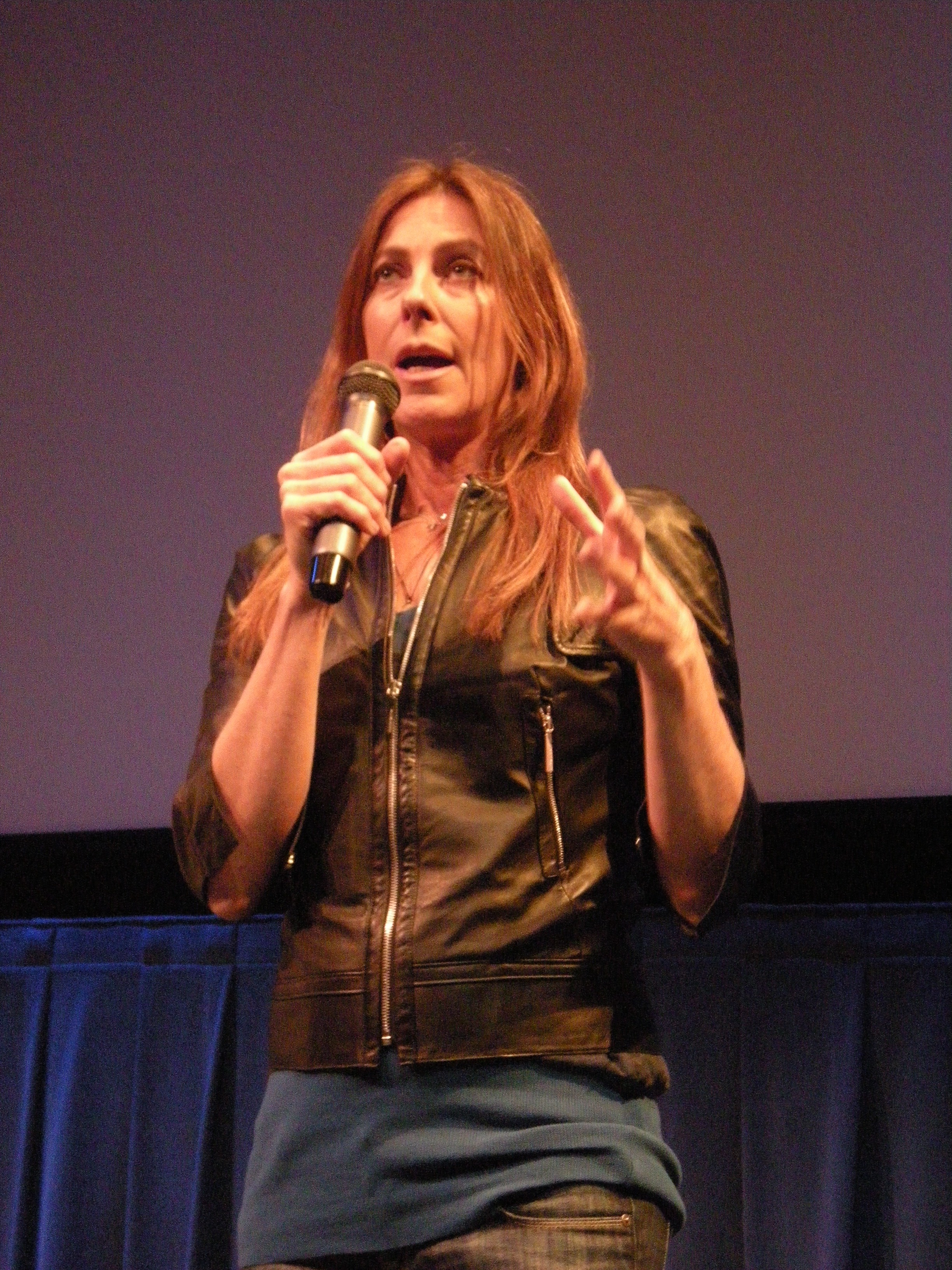
Kathryn Bigelow

### 7 maart
- De film The Hurt Locker van Kathryn Bigelow is met zes Academy Awards de grote winnaar van de 82ste Oscaruitreiking, ten nadele van de kaskraker Avatar.
- In de buurt van de Nigeriaanse stad Jos, gelegen op de grens tussen het hoofdzakelijk islamitische noorden en het voornamelijk christelijke zuiden, worden honderden christenen met kapmessen gedood door islamitische veehouders.
- In Zierikzee worden twee Irakese kinderen door hun vader vermoord. Bij justitie en lokale overheid was al bekend dat de man uit was op eerwraak richting de moeder van de kinderen.

### 8 maart
- Een aardbeving met een kracht van 6,0 op de schaal van Richter treft de Turkse provincie Elazığ. Daarbij komen 42 mensen om het leven.
- In Portugal kondigt de regering strenge bezuinigingen aan. Daardoor moet het begrotingstekort in 2013 zijn gezakt tot onder de EU-grens van drie procent.
- Bij een terroristische aanslag in Lahore (Pakistan) komen dertien mensen om het leven.
- Auteur Robert Vuijsje wordt het bijzijn van 1.500 scholieren uitgeroepen tot winnaar van de literaire jongerenprijs De Inktaap 2010. In Rotterdam ontvangt hij de prijs in voor zijn debuutroman Alleen maar nette mensen.

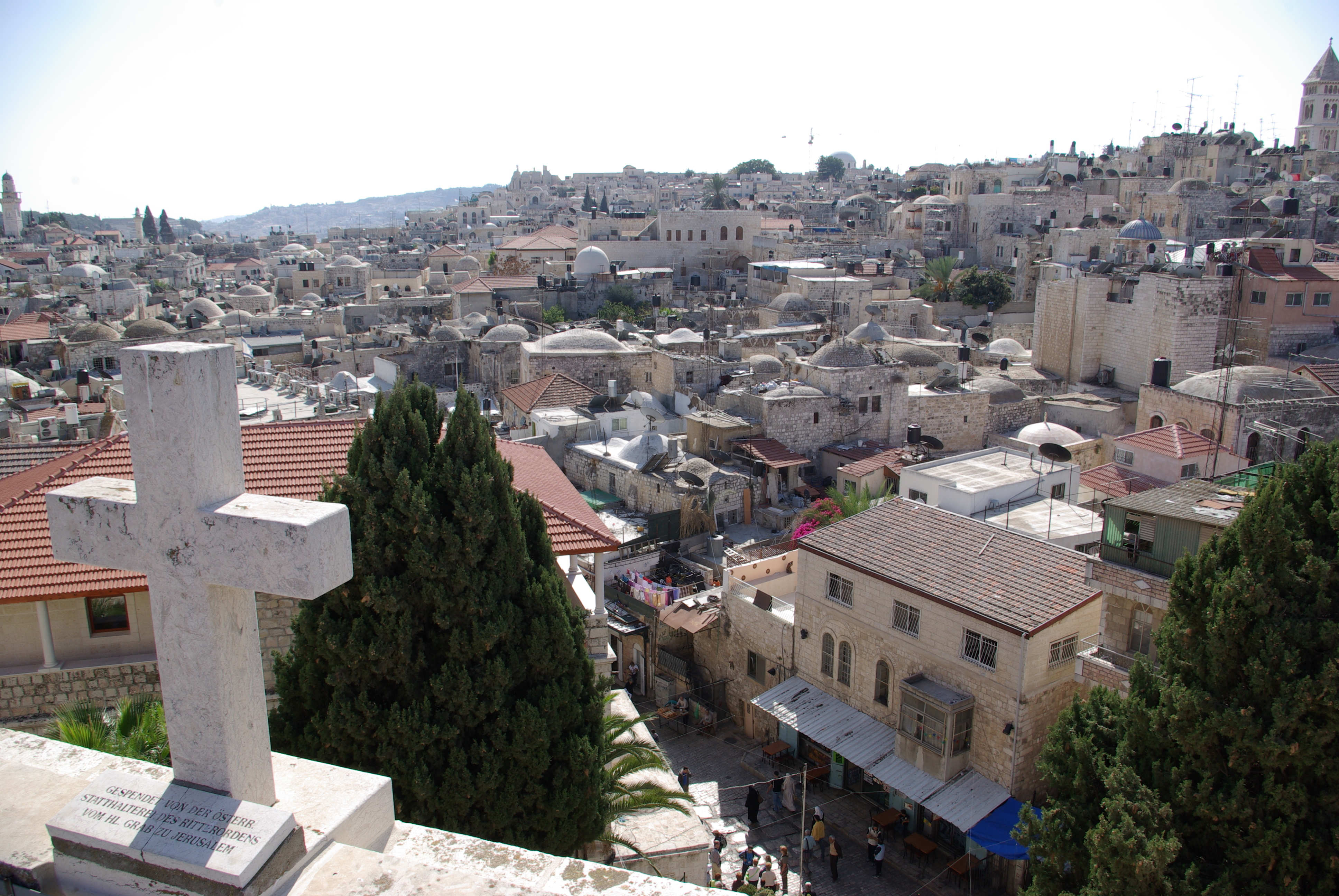
Oost-Jeruzalem

### 9 maart
- De Nederlandse Bisschoppenconferentie maakt bekend dat er een onafhankelijk onderzoek komt naar seksueel misbruik binnen de Rooms-Katholieke Kerk, nadat reeds 200 keer melding is gemaakt van misbruik door katholieke geestelijken.
- Israël kondigt de bouw aan van 1.600 nieuwe huizen in Oost-Jeruzalem, tijdens een bezoek van de Amerikaanse vicepresident Joe Biden, die het besluit veroordeelt.
- In Ierland worden zeven mensen gearresteerd op verdenking van het plannen van een aanslag op de Zweedse kunstenaar Lars Vilks, die in 2007 met een tekening van Mohammed als rotondehond voor opschudding zorgde in de moslimwereld.
- Ban Ki-moon vraagt Robbert Dijkgraaf de commissie te leiden die het omstreden IPCC-klimaatrapport gaat onderzoeken.

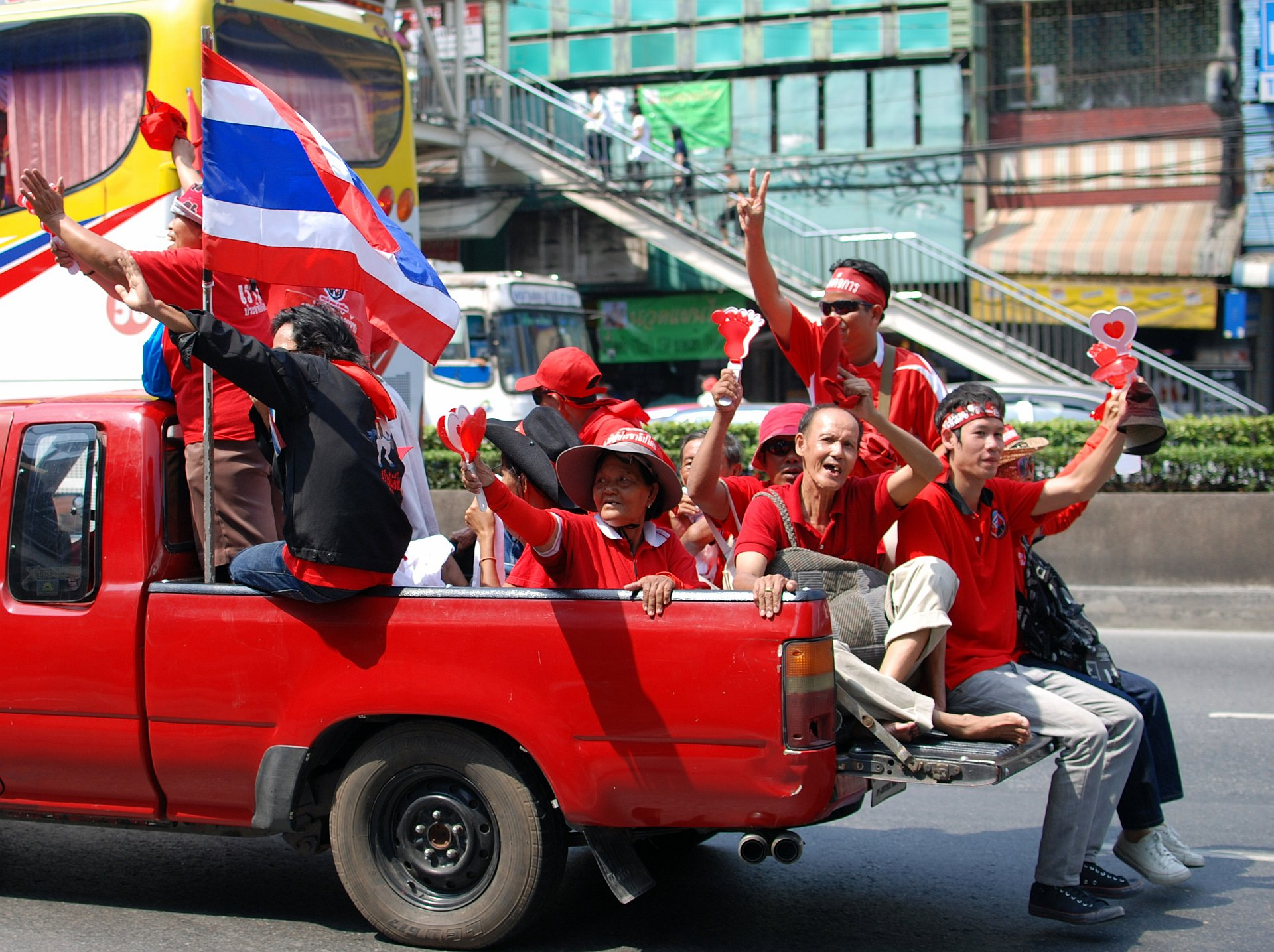
Roodhemden in Bangkok

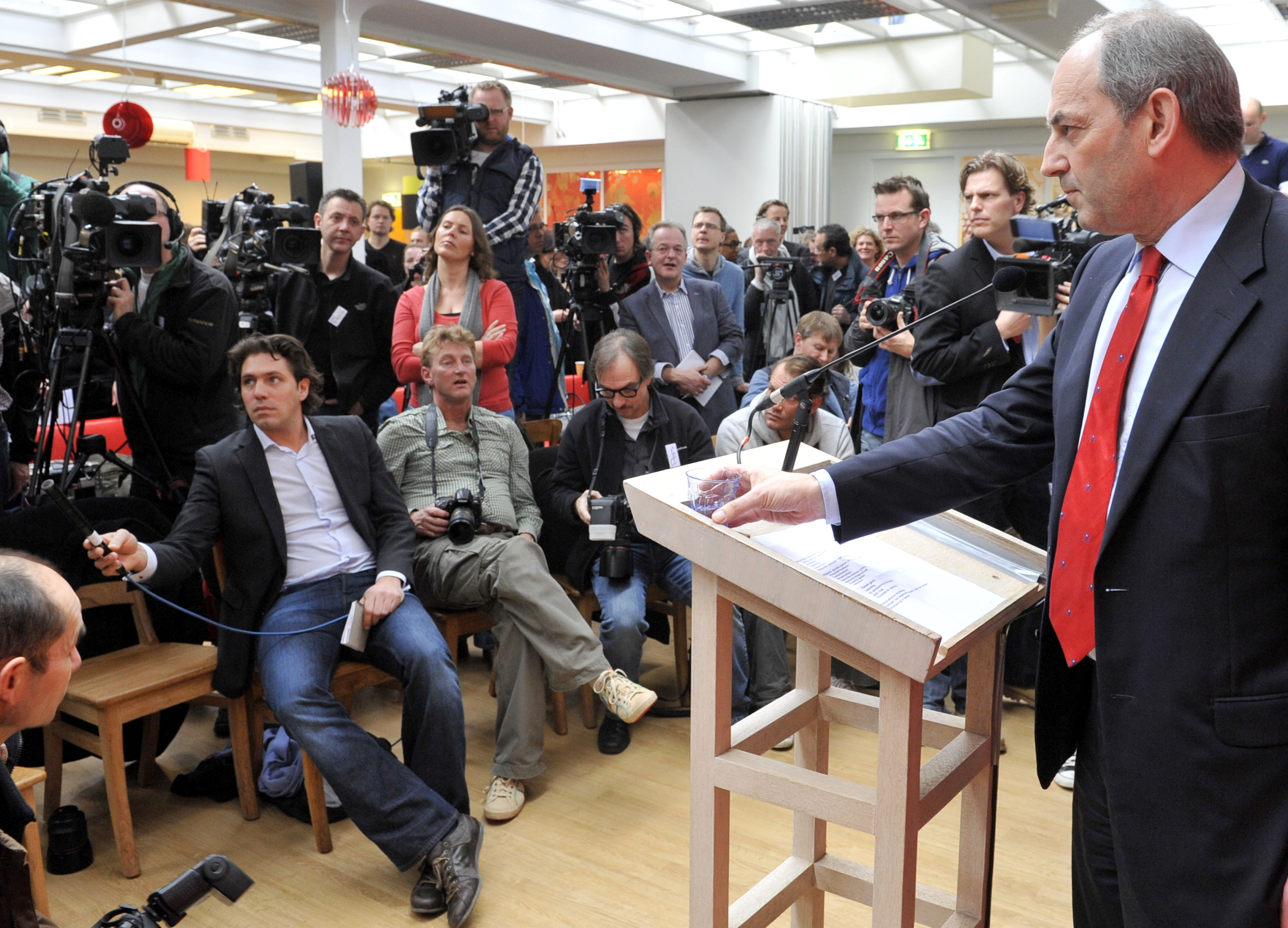
Job Cohen

### 10 maart
- In de Oostvaardersplassen zijn afgelopen winter veel minder dieren doodgegaan dan deskundigen hadden verwacht, zo meldt minister Gerda Verburg: een kleine zevenhonderd heckrunderen, konikpaarden en edelherten.
- De Britse kinderbescherming biedt aan twee zussen excuses aan, die meer dan 25 jaar lang door hun vader zijn verkracht. De man uit Sheffield kreeg in 2008 levenslang.
- Stadsschouwburg Amphion in Doetinchem wordt per direct gesloten na de vondst van asbest. De voorstellingen, van onder anderen Huub Stapel, Kasper van Kooten en Marc-Marie Huijbregts, zijn geschrapt.
- Oppositieleider Aung San Suu Kyi mag van de militaire leiders niet deelnemen aan de geplande verkiezingen in haar vaderland Birma.

### 11 maart
- De Amerikaanse president Barack Obama schenkt het bedrag dat hij kreeg voor zijn Nobelprijs aan verschillende goede doelen. Het gaat om ruim één miljoen euro.
- Koningin Beatrix ontvangt de Duitse bondskanselier Angela Merkel op Paleis Huis ten Bosch.
- Nederlands CDA-minister Camiel Eurlings kondigt zijn vertrek uit de politiek aan omdat hij meer tijd aan zijn privéleven wil besteden.
- Een Zweed die opdracht gegeven zou hebben om het schild boven de ingang van Auschwitz te stelen wordt door Zweden uitgeleverd aan Polen.
- In Rotterdam wordt een man van 78 jaar aangehouden die achttien jaar geleden is ontsnapt uit een gevangenis in Italië. De Rotterdammer zat daar vast voor illegale wapenverkoop.

### 12 maart
- De Paralympische Winterspelen 2010 worden geopend in het Canadese Vancouver, circa twee weken na de sluitingsceremonie van de Olympische Winterspelen.
- Het Openbaar Ministerie in Rotterdam doet een oriënterend onderzoek naar mogelijke onregelmatigheden bij de afgelopen en de vorige gemeenteraadsverkiezingen.
- PvdA-leider Wouter Bos kondigt zijn vertrek uit de Nederlandse politiek aan; hij schuift Job Cohen, de burgemeester van Amsterdam, naar voren als kandidaat voor het lijsttrekkerschap.
- Bij een terroristische aanslag in Lahore (Pakistan) komen meer dan 50 mensen om het leven.
- Opposanten van de Thaise regering bezetten het centrum van Bangkok. De roodhemden vertegenwoordigen het achtergestelde platteland en steunen de verdreven premier Thaksin Shinawatra.

### 13 maart
- Het Korps Landelijke Politiediensten (KLPD) publiceert een ranglijst waaruit blijkt dat de problemen met criminele Marokkaanse Nederlanders het grootst zijn. Hiermee wordt bepaald hoeveel geld gemeenten krijgen om overlast aan te pakken.
- In Georgië breekt paniek uit als een tv-station een fictieve reportage uitzendt over een Russische inval in het land, waarbij president Micheil Saakasjvili wordt gedood.
- In de Grote Kerk in Vlaardingen wordt de Geuzenpenning uitgereikt aan de Oegandese vredesbemiddelaar Betty Bigombe.
- De Australische hockeyploeg wint de wereldtitel in New Delhi door Duitsland te verslaan; Nederland behaalt brons.
- In Soest vindt een wandelaar een bom uit de Tweede Wereldoorlog. Het is een Amerikaanse duizendponder.

### 14 maart
- In tientallen kerken in het bisdom Haarlem-Amsterdam wordt een brief van bisschop Jos Punt voorgelezen over seksueel misbruik in katholieke instellingen.
- Bij een lawine in Canada komen zeker twee mensen om het leven. Twaalf mensen raken gewond. De lawine trof een sneeuwscooterrally op Boulder Mountain in Brits-Columbia.
- In Bangkok betogen naar schatting 100.000 mensen tegen de regering van Thailand. De betogers, gekleed in het rood, zijn aanhangers van oud-premier Thaksin Shinawatra, die in 2006 is afgezet door het leger.
- Herman van Veen ontvangt de Edison Oeuvreprijs voor de Kleinkunst. Het bronzen beeldje wordt uitgereikt door zijn collega Paul van Vliet.

### 15 maart
- Het aartsbisdom München schorst een priester die zich in het verleden heeft vergrepen aan jongens. Het incident vond plaats in de periode dat de huidige paus, Joseph Ratzinger, aartsbisschop van München was.
- Bloedbank Sanquin test het bloed van alle donoren uit gebieden in Nederland, waar de Q-koorts heerst. Een dergelijke test is nog nergens ter wereld uitgevoerd.
- In Turkije wordt een wet aangenomen die vrouwen strafbaar stelt die zich in het buitenland kunstmatig laten bevruchten.
- De Australiër Norrie May-Welby is de eerste persoon ter wereld die officieel als man noch als vrouw geregistreerd staat.
- In Rotterdam-West wordt een baby te vondeling gelegd. Een vrouw vindt het meisje naast een vuilcontainer.

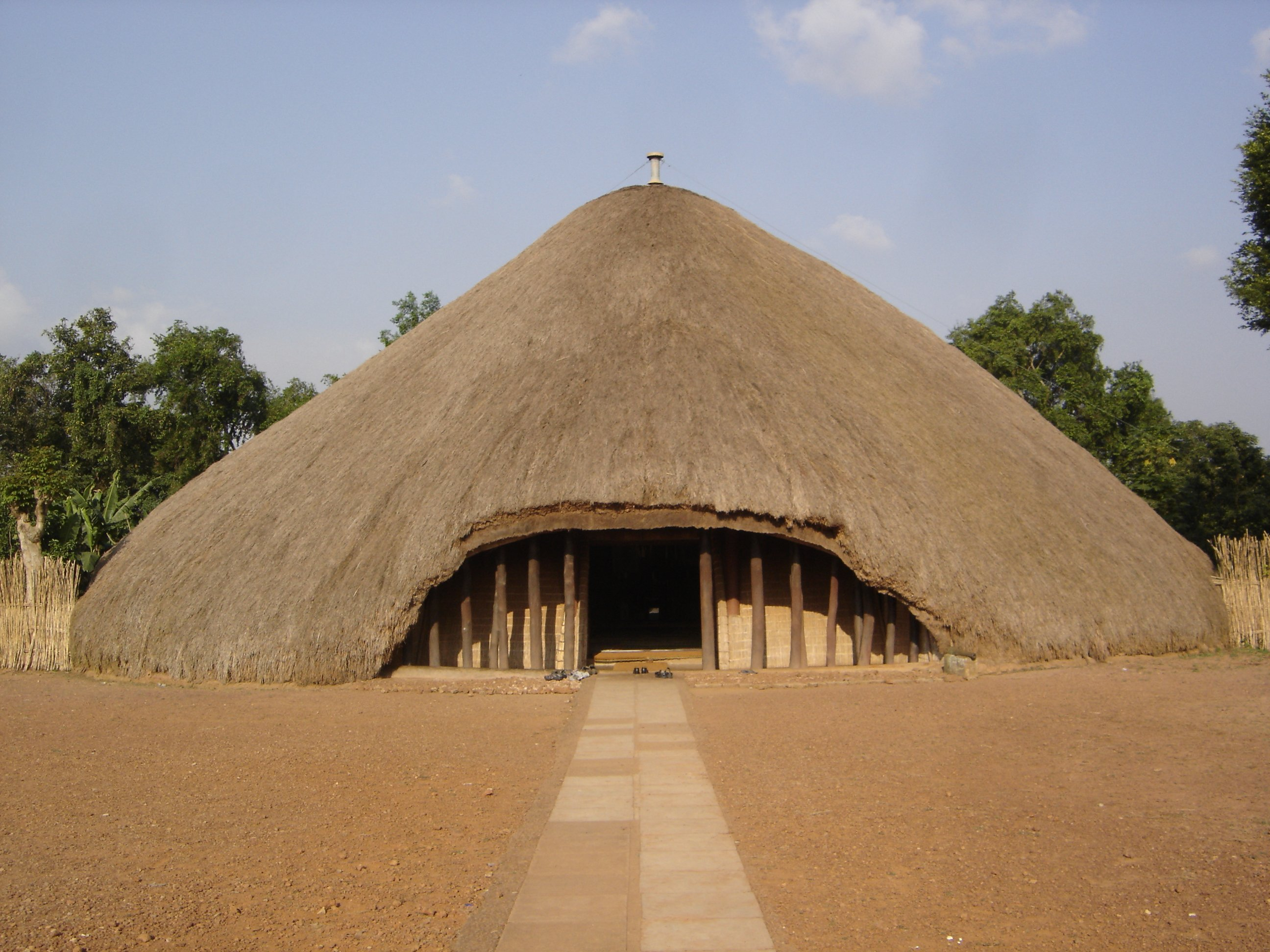
De Kasubi-graftomben

### 16 maart
- De graftomben van koningen van Boeganda in Kasubi, het enige culturele Werelderfgoed in Oeganda, worden verwoest bij een brand.
- Nadat de twaalfjarige Nederlandse Milly Boele uit Dordrecht een week is vermist, wordt haar stoffelijk overschot na een bekentenis door een overbuurman in diens tuin aangetroffen.
- De FIOD/ECD pakt in de regio Den Haag en Rotterdam zes mannen op voor fraude. Ook zouden ze de Belastingdienst voor drie miljoen euro hebben opgelicht.
- Justitie gaat een neuroloog van het VieCuri Medisch Centrum Venlo vervolgen voor de dood van een 14-jarig meisje, dat in 2003 van haar paard viel en zwaar hersenletsel opliep.
- Pink Floyd wint een proces tegen EMI Music. De band had het platenlabel voor de rechter gesleept, omdat het bedrijf losse nummers van de Britse rockband via internet wilde gaan verkopen.

### 17 maart
- Verpleegkundige Lucia de B. staat opnieuw voor de rechter. Haar rechtszaak dient bij het Hof in Arnhem. De Engel des Doods is eerder tot levenslang veroordeeld voor zeven moorden en drie pogingen tot moord.
- Een Nederlands fregat overmeestert voor de derde keer in een paar dagen tijd een groep Somalische piraten, ditmaal op ongeveer zeshonderd kilometer van de Seychellen.
- De gemeenteraad van Rotterdam verklaart de verkiezingsuitslag rechtmatig. Er worden dus geen nieuwe verkiezingen georganiseerd.
- Prinses Máxima opent samen met Svetlana Medvedeva, echtgenote van de Russische president Medvedev, de Keukenhof in Lisse.
- Minister Ernst Hirsch Ballin van Binnenlandse Zaken stelt de helft van de politiekorpsen onder curatele. Volgens hem hebben 13 van de 26 korpsen slechte financiële vooruitzichten en onvoldoende reserves.

### 18 maart
- De Amerikaanse president Barack Obama stelt zijn reis naar Indonesië en Australië opnieuw uit vanwege zijn hervormingsplannen van de gezondheidszorg.
- De gemeente Beemster in Noord-Holland stemt in met de verplaatsing van een rijksmonument. Het gaat om bouwvallige korenmolen De Nachtegaal.
- De Rijksvoorlichtingsdienst begint een YouTube-kanaal over het Koninklijk Huis.
- In Rwanda wordt een zanger-componist veroordeeld voor zijn aandeel in de massamoord van 1994. Simon Bikindi wordt in beroep veroordeeld tot vijftien jaar cel.
- De Nederlandse gemeente Rozenburg wordt een deelgemeente van Rotterdam.

### 19 maart
- Het Midden-Oostenkwartet is bijeen in Moskou en maant Israël af te zien van de bouw van Joodse woningen in Palestijnse Gebieden, waaronder Oost-Jeruzalem.
- Het aantal huishoudens dat een beroep doet op de schuldhulpverlening is in 2009 tot recordhoogte gestegen: 53.250 huishoudens meldden zich, ruim twintig procent meer dan in 2008, aldus de Nederlandse Vereniging voor Volkskrediet.
- In Dordrecht lopen duizenden mensen mee in een stille tocht voor de vermoorde Milly Boele.
- Journaliste Christiane Amanpour gaat weg bij CNN. De sterverslaggever van de nieuwszender gaat bij de Amerikaanse zender ABC het politieke praatprogramma This Week presenteren.
- Royal Dutch Shell ontdekt in de Golf van Mexico een groot olieveld. Het ligt 2.200 meter onder de zeespiegel in het oostelijk deel van het zeegebied.

### 20 maart
- Koningin Beatrix steekt samen met tien familieleden de handen uit de mouwen tijdens de landelijke vrijwilligersdagen NL Doet. Deze jaarlijkse vrijwilligersdagen worden georganiseerd door het Oranje Fonds.
- De oppositie in Thailand zet het protest tegen premier Abhisit Vejjajiva voort met verkeersacties in de hoofdstad Bangkok. Demonstranten leggen het verkeer lam met een optocht van fietsers, brommers en auto's.
- Paus Benedictus XVI biedt in een brief zijn verontschuldigingen aan voor het seksuele misbruik van kinderen door rooms-katholieke geestelijken in Ierland.
- In Spanje slagen artsen er bij een 22-jarige man als eerste ter wereld in een volledig nieuw aangezicht te transplanteren.
- Ongeveer duizend motorrijders demonstreren in Brussel tegen het slechte wegdek van de Belgische wegen.
- Jan Marijnissen keert na de verkiezingen in juni definitief niet terug in de Tweede Kamer, zo meldt de SP op zijn internetsite.

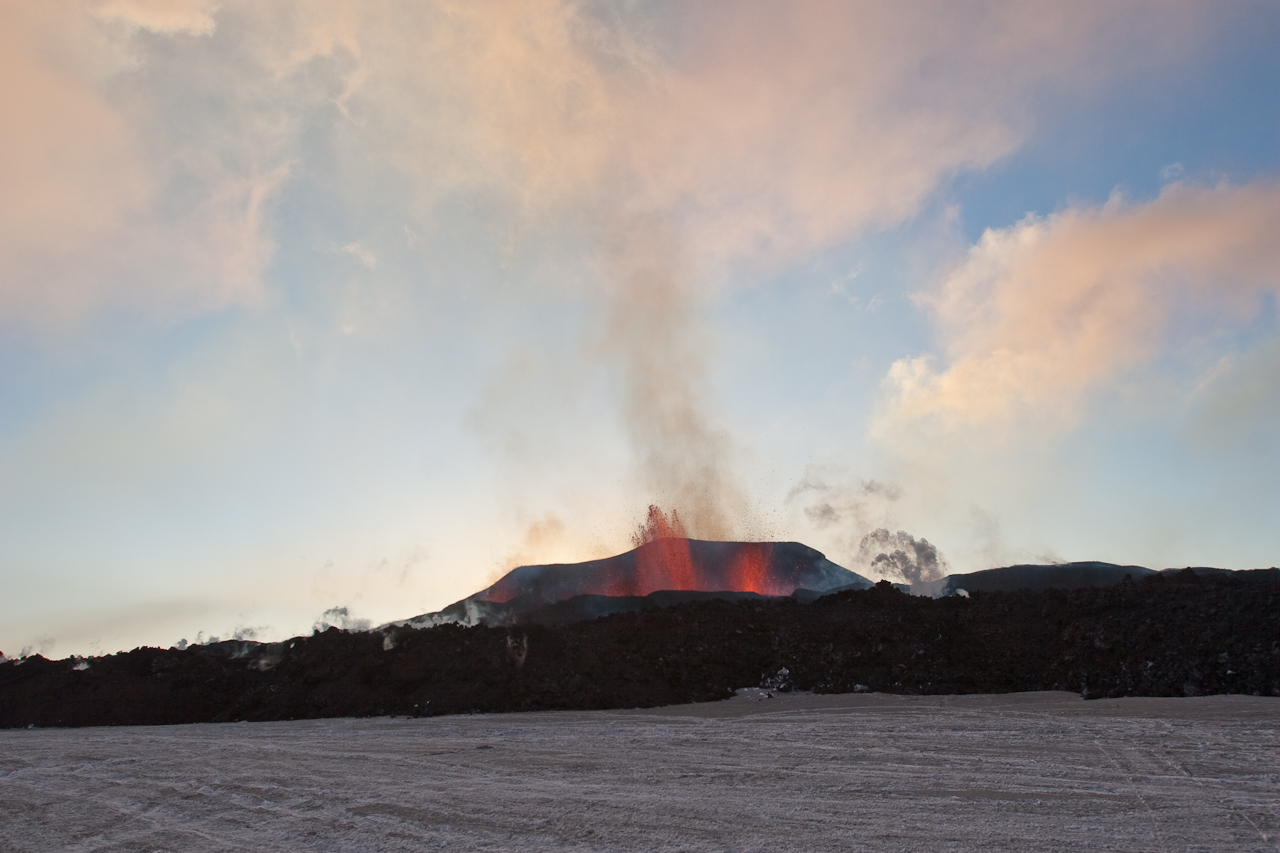
uitbarsting van de Eyjafjallajökull

Grootste partij per regio in de Franse regionale verkiezingen

### 21 maart
- De gletsjervulkaan Eyjafjallajökull op IJsland barst uit; honderden bewoners van het omliggende gebied worden geëvacueerd en vliegverkeer wordt omgeleid.
- De regionale verkiezingen in Frankrijk worden overal behalve in de Elzas, Frans-Guyana en Réunion gewonnen door de linkse partijen, met name de Parti Socialiste. PS-voorzitster Martine Aubry roept de centrumrechtse regeringspartij UMP op van politiek te veranderen.
- Secretaris-generaal Ban Ki-moon verzekert de bevolking in de Gazastrook van de steun van de Verenigde Naties. De mensen leven daar onder onaanvaardbare en onhoudbare omstandigheden, zegt hij.
- In Zuid-Afrika wordt het Bloedbad van Sharpeville herdacht. Precies vijftig jaar geleden opende de politie daar het vuur op enkele duizenden ongewapende zwarte anti-apartheidsdemonstranten.

### 22 maart
- Het Amerikaanse Huis van Afgevaardigden keurt het door president Barack Obama geïnitieerde hervormingsplan voor de gezondheidszorg goed. Hierdoor wordt het mogelijk dat elke Amerikaan een ziektekostenverzekering krijgt. (Lees verder)
- Prins Willem-Alexander spreekt tijdens de internationale viering van Wereldwaterdag in de Keniaanse hoofdstad Nairobi. De Prins van Oranje is daar als voorzitter van de Adviesraad Water en Sanitatie aanwezig en het thema van dit jaar is "Schoon water voor een gezonde wereld".
- Internetbedrijf Google weigert nog langer op last van de Chinese overheid zijn zoekresultaten te censureren. Wie de website google.cn bezoekt, wordt omgeleid naar de Hongkongse pagina van Google.
- In Wit-Rusland zijn twee veroordeelde moordenaars ter dood gebracht, zo meldt mensenrechtenorganisatie Amnesty International.
- De Chinese overheid waarschuwt burgers voor de gevolgen van de grote zandstormen die verschillende steden in het zuiden van het land hebben getroffen. Ook Taiwan en Zuid-Korea hebben alarm geslagen over de grote stofwolken.

### 23 maart
- Koningin Beatrix brengt een werkbezoek aan de Koninklijke Marine in Den Helder. Aan boord van het amfibisch transportschip Hr. Ms. Johan de Witt laat zij zich informeren over de Nederlandse deelname aan de EU-operatie Atalanta. Deze missie richt zich op het bestrijden van piraterij en het beschermen van koopvaardijschepen in de Golf van Aden en de wateren rond Somalië.
- Oud-SS'er Heinrich Boere wordt in eerste aanleg tot een levenslange gevangenisstraf veroordeeld vanwege zijn betrokkenheid bij de liquidatie van drie Nederlanders tijdens de Tweede Wereldoorlog.
- Voetballer Mark van Bommel wint de Duidelijketaalprijs 2010. Van alle Oranje-spelers argumenteert hij het overtuigendst, hij heeft een goed ontwikkelde taaltechniek en toont zich bewust van zijn publiek, aldus onderzoekers van het VU-Taalcentrum.
- De Hells Angels moeten het overgrote deel van hun terrein in Amsterdam opgeven, zo bepaalt het Gerechtshof. Het clubhuis blijft vooralsnog staan.
- Groot-Brittannië zet een Israëlische diplomaat het land uit naar aanleiding van het gebruik van vervalste Britse paspoorten bij de moord in Dubai op een kopstuk van Hamas.

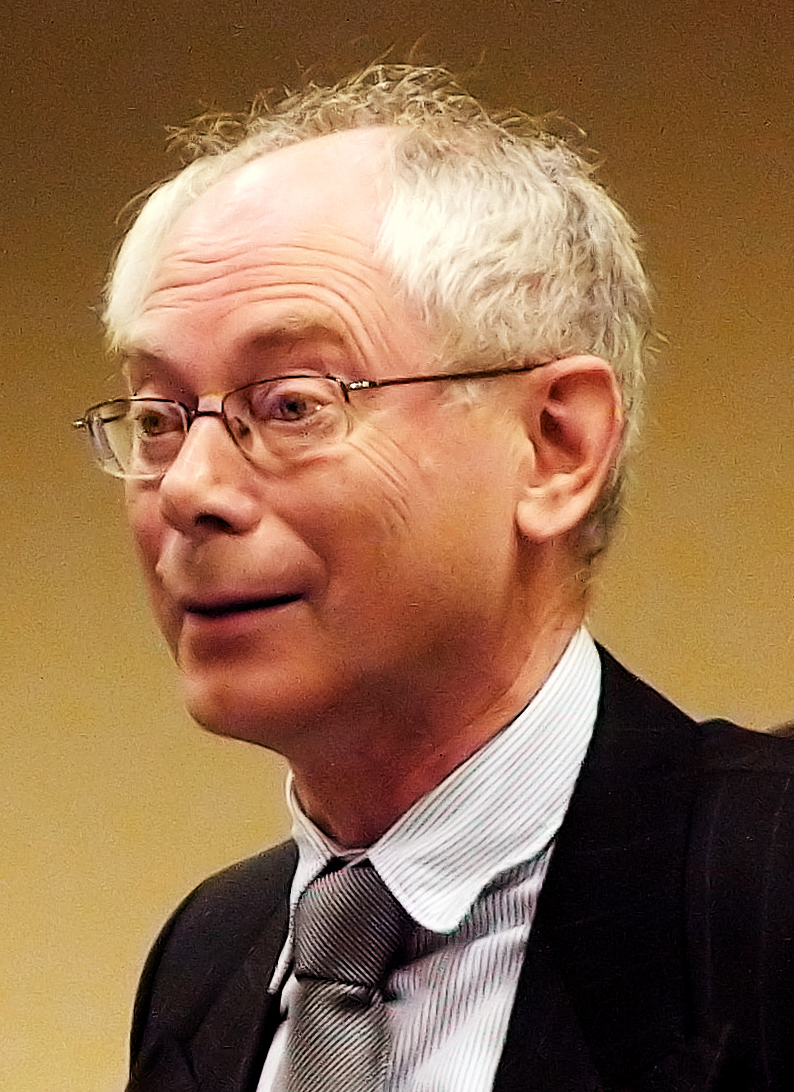
Herman Van Rompuy

### 24 maart
- Op de agenda van de eerste Europese top voorgezeten door Herman Van Rompuy staan onder andere de EU 2020-strategie en het klimaat.
- Saoedi-Arabië zegt dat het 113 leden van al-Qaida heeft opgepakt. De meeste arrestanten kwamen uit het land zelf en uit buurland Jemen.
- De plannen voor de herinrichting van kamp Westerbork zijn gereed. Het hele kampterrein moet een opener vlakte worden, zodat het meer lijkt op de situatie ten tijde van de Tweede Wereldoorlog.
- De Cubaanse activiste Laura Pollán mag van de regering in Havana niet naar Nederland komen om de première van een documentaire bij te wonen.
- De Astrid Lindgrenprijs voor kinderliteratuur gaat dit jaar naar de Belgische illustrator Kitty Crowther.

### 25 maart
- Onderzoeksrechter Baltasar Garzón mag wegens ambtsmisbruik worden vervolgd, stelt het Hooggerechtshof in Spanje.
- In Brussel gaan de eurolanden akkoord met het voorstel van de Duitse bondskanselier Angela Merkel en president Nicolas Sarkozy van Frankrijk voor noodhulp aan Griekenland.
- De Amerikaanse wiskundige John Tate krijgt de Abelprijs voor zijn werk over de getaltheorie.
- De Amerikaanse krant The New York Times onthult dat Paus Benedictus XVI persoonlijk betrokken is bij het in de doofpot stoppen van seksueel misbruik van kinderen door rooms-katholieke priesters.
- In Nieuwspoort wordt de biografie van Joseph Luns gepresenteerd, geschreven door historicus Albert Kersten.
- Twee medewerkers van de Rotterdamse metro worden door een groep jongeren zwaar mishandeld. Een heeft een gebroken kaak en de ander loopt zware kneuzingen in zijn gezicht op. Ook drie andere RET-medewerkers raken gewond.

### 26 maart
- Het Zuid-Koreaanse patrouilleschip Cheonan wordt door een Noord-Koreaanse duikboot tot zinken gebracht. Van de ruim 100 opvarenden verdrinken 46 man.
- De parlementsverkiezingen in Irak worden gewonnen door het seculiere blok van Iyad Allawi. Zijn partij krijgt 91 van de 325 zetels in het parlement. De sjiitische partij van zittend premier Nouri al-Maliki krijgt er 89.
- Koningin Beatrix opent in Valkenburg aan de Geul officieel het jubileumjaar van de VVV.
- De grazers in de Oostvaardersplassen worden bijgevoerd. De dieren krijgen extra vezels in de vorm van schraal hooi.
- Het Oud-Strijders Legioen (OSL) houdt op te bestaan. Na 58 jaar wordt de roemruchte conservatieve club opgeheven, meldt de 83-jarige oprichter en voorman Prosper Ego.

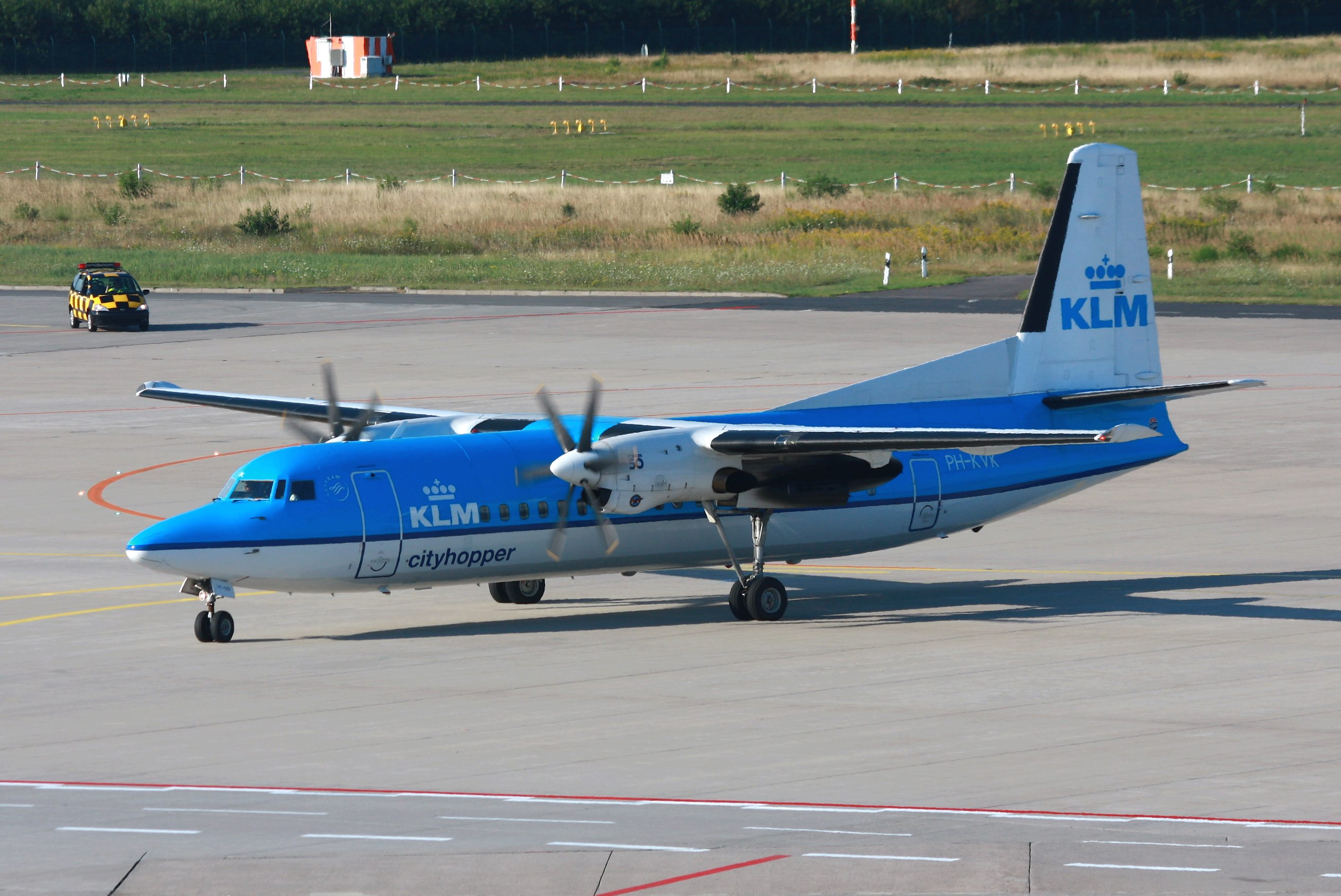
Fokker 50-toestel van de KLM

### 27 maart
- Baggeraar Boskalis kan definitief het bergingsbedrijf en de havensleper Smit Internationale overnemen. Bijna alle aandeelhouders van Smit gaan daarmee akkoord.
- In Nederland en 124 andere landen wordt het licht van bekende gebouwen een uur lang gedoofd om aandacht te vragen voor klimaatverandering, het zogeheten Earth Hour.
- Veel reizigers van British Airways komen in problemen door een staking van cabinepersoneel. Op London Heathrow Airport alleen al zijn 93 vluchten uitgevallen, meldt de BBC.
- De bevolking van Slovenië moet zich in een referendum uitspreken over het grensconflict met Kroatië. Het geschil is van belang voor de Kroatische wens om lid te worden van de Europese Unie.

### 28 maart
- Laatste vlucht van een Fokker 50 bij de KLM, tevens de laatste vlucht van een propellervliegtuig bij de maatschappij.
- Actrice Kitty Courbois ontvangt een theaterprijs die naar haar is genoemd: de Courbois-parel. Het is een nieuwe prijs die ze in de Amsterdamse Stadsschouwburg krijgt uitgereikt als kroon op haar vijftigjarig theaterjubileum.
- Nederlandse mariniers ontwapenen twaalf piraten. De zeerovers voeren op de Indische Oceaan, ongeveer vijfhonderd kilometer uit de kust van Somalië.
- In Nevada geeft Sarah Palin het startschot voor een bustour van de conservatieve Tea Party-beweging door de Verenigde Staten.

### 29 maart
- Twee terroristische zelfmoordaanslagen in de metro van Moskou kosten aan 40 mensen het leven. Kenners wijzen separatistische moslimrebellen uit Tsjetsjenië of de omliggende deelrepublieken aan als de schuldigen.
- Bij de gedeeltelijke regionale verkiezingen in Italië wint centrumrechts van zittend premier Silvio Berlusconi (PdL) in zes regio's, centrumlinks haalt zeven regio's binnen. Vier van de zes nu rechtse regio's, waaronder Lazio en Piemonte, waren voor de verkiezingen nog in linkse handen.
- Vanaf station Amsterdam-Bijlmer vertrekt de eerste Nederlandse trein met een internetverbinding voor alle passagiers. De trein rijdt via Schiphol naar Leiden.
- De Thaise premier Abhisit Vejjajiva weigert in te gaan op de eis van demonstranten om op korte termijn het parlement te ontbinden.
- De partij van oppositieleider Aung San Suu Kyi boycot de verkiezingen in Birma. De partijleiding besluit unaniem tot de boycot, met als argument dat de kieswet onrechtvaardig is.
- Een rechtbank in Shanghai veroordeelt vier medewerkers van het Brits-Australische mijnbouwbedrijf Rio Tinto tot gevangenisstraffen van zeven tot veertien jaar. De vier zijn schuldig bevonden aan omkoping en diefstal van bedrijfsgeheimen.

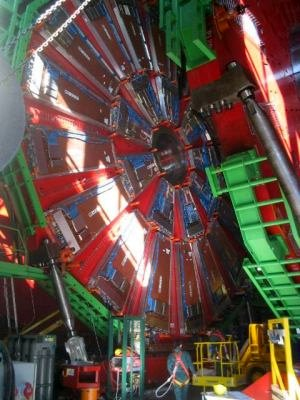
De Large Hadron Collider

### 30 maart
- Voor de Antwerpse Oosterweelverbinding kiest de Vlaamse regering voor de oplossing van vier tunnels. De Lange Wapperbrug komt er slechts als een aantal voorwaarden niet vervuld is.
- In de Verenigde Staten worden negen leden van de christelijke militie Hutaree opgepakt in verband met een acute dreiging tegen de politie. Justitie heeft aanwijzingen voor een aanslag in april, die zou beginnen met een valse alarmmelding.
- Wetenschappers van het Europese onderzoeksinstituut CERN slagen erin een mini-oerknal na te bootsen met de deeltjesversneller Large Hadron Collider.
- President Jacob Zuma van Zuid-Afrika zegt steun toe aan de arme blanken in zijn land. Hij verkondigt dat iedereen recht heeft op huisvesting en gezondheidszorg, ongeacht kleur, ras en/of geloof.
- CDA-staatssecretaris Marja van Bijsterveldt van Onderwijs draait definitief de geldkraan dicht voor het Islamitisch College Amsterdam, omdat de school voor het derde achtereenvolgende jaar te weinig leerlingen heeft.

### 31 maart
- Twee dagen na de aanslagen in de metro van Moskou vinden twee zelfmoordaanslagen plaats in de Russische autonome republiek Dagestan. Twaalf mensen komen daarbij om het leven.
- De Belgische Kamer van volksvertegenwoordigers keurt unaniem een wetsvoorstel goed voor het verbod op het dragen van een boerka, een nikab of andere kledij waarbij het aangezicht bedekt wordt.
- Het parlement van Servië neemt een resolutie aan waarin excuses worden gemaakt voor het bloedbad van Srebrenica in 1995.
- Op een donorconferentie in New York wordt door vertegenwoordigers van meer dan 100 landen en de Verenigde Naties 7,4 miljard euro toegezegd voor de wederopbouw van Haïti, dat in januari getroffen werd door een zware aardbeving.

## Overleden
← · januari · februari · maart · april · mei · juni · juli · augustus · september · oktober · november · december ·  →